# مونیکا ریموند
مونیکا ریموند (انگلیسی: Monica Raymund؛ زادهٔ ۲۶ ژوئیهٔ ۱۹۸۶) یک هنرپیشه اهل ایالات متحده آمریکا است. وی از سال ۲۰۰۴ میلادی تا کنون مشغول فعالیت بوده‌است.

## بخشی از فیلمشناسی
از فیلم‌ها یا برنامه‌های تلویزیونی که وی در آن نقش داشته‌است می‌توان به آثار زیر اشاره کرد.
- آربیتراژ (فیلم) (۲۰۱۲)
- به من دروغ بگو (۲۰۰۹–۲۰۱۱)
- نجیب‌زادگان (مجموعه تلویزیونی) (۲۰۱۱)
- همسر خوب (۲۰۱۱–۲۰۱۲)
- شیکاگو پی.دی. (مجموعه تلویزیونی) (۲۰۱۴–اکنون)
- محاکمه نظامی شورش کین